# Edward Sitarz
Edward Sitarz (ur. 2 marca 1924 w Zarzeczu, zm. 15 VIII 1944 w Górach Miechowskich) – żołnierz konspiracji akowskiej, partyzant w Inspektoracie Miechowskim, kawaler Orderu Virtuti Militari.

## Życiorys
Był synem Tomasza, włościanina zarzeckiego, i Antoniny z d. Socha. Do AK został przyjęty w kwietniu 1942, zaprzysiężony został w Nisku. Należał do grupy sabotażowo-dywersyjnej w niżańskiem pod dowództwem Stanisława Jazdowskiego ps. „Ryś”. Pod dowództwem tego ostatniego brał udział 19 października 1943 w akcji uwolnienia więźniów w Leżajsku, która zakończyła się sukcesem. Dowodził „Ryś”, a z Sitarzem brali w niej udział m.in. członkowie placówki AK w Zarzeczu: Ryszard Młynarski ps. „Aleksander” (ojciec Danuty Hübner) oraz Tadeusz Pacyna ps. „Borowik”. Następnie udali się oni w Góry Miechowskie, gdzie walczyli w Oddziale Partyznackim „Skrzetuski”, na czele którego stał „Borowik”. W grupie tej walczył też inny zarzeczanin – Aleksander Sarnikowski ps. „Puk”.

## Śmierć i upamiętnienie
Sitarz zginął (razem z „Rysiem”) 15 VIII 1944 walcząc z Niemcami. Miał ukończone zaledwie 20 lat. Dla jego rodzinnego Zarzecza wtedy wojna była już skończona. Jego śmierć upamiętnia pomnik w Górach Miechowskich. Został pochowany na cmentarzu w Słaboszowie. Nosił pseudonim „Leszek”.

## Odznaczenia
- Order Virtuti Militari
- Krzyż Walecznych (dwukrotnie)
- Srebrny Krzyż Zasługi z Mieczami
- Krzyż Partyzancki